# (3905) Doppler
(3905) Doppler – planetoida podwójna z grupy pasa głównego asteroid okrążająca Słońce w ciągu 4 lat i 35 dni w średniej odległości 2,56 j.a. Został odkryta 28 sierpnia 1984 roku w Obserwatorium Kleť w pobliżu Czeskich Budziejowic przez Antonína Mrkosa. Nazwa planetoidy pochodzi od Christiana Dopplera (1803-1853), austriackiego matematyka i fizyka. Przed jej nadaniem planetoida nosiła oznaczenie tymczasowe (3905) 1984 QO.
Jest to jedna z niewielu znanych (mniej niż stu) planetoid podwójnych, których składniki widziane Ziemi dokonują wzajemnych zaćmień. Zjawisko to zostało odkryte przez studentów z Uniwersytetu Maryland. Mniejszy składnik ma średnicę około 3/4 większego, obie planetoidy okrążają wspólny środek masy z okresem obiegu 51 godzin.